# 沃洛德米里夫卡 (諾夫霍羅德-錫韋爾斯基區)
沃洛德米里夫卡（羅馬化：Volodymyrivka）是烏克蘭北部切爾尼戈夫州诺夫霍罗德-锡韦尔斯基区诺夫霍罗德-锡韦尔斯基市镇的村莊。面積0.44平方公里，海拔高度177米，2001年人口81，人口密度每平方公里184.09人。